# 보이후드 (영화)
《보이후드》(영어: Boyhood)는 2014년 개봉한 미국의 드라마 영화이다.

## 줄거리
매사에 좌절하는 아이들의 어른이 되기까지의 이야기를 보여주는 영화 '보이후드'는 메이슨이라는 소년의 성장 과정을 그려낸다. 어린 시절부터 부모님의 이혼과 복잡한 가족 관계 속에서 자라는 메이슨은 사랑, 우정, 좌절, 그리고 성공을 경험하며 살아가게 된다.
메이슨은 어머니와의 갈등, 아버지와의 재회, 새로운 또래 친구들과의 만남 등 다양한 경험들을 통해 세상을 이해해나간다. 어른이 되기 위한 발판을 마련하면서도 가족 관계의 복잡성과 성장에 따르는 고통을 겪기도 한다. 특히, 새로운 단계로 나아가면서 아버지와의 갈등, 여자 친구와의 이별 등 어려움 속에서도 인생의 의미를 찾고자 하는 노력이 그려진다.
메이슨은 결국 희망찬 미래를 향해 나아간다. 새로운 도시로 출발하며 새로운 시작을 위한 준비를 하고, 자신만의 꿈과 목표를 향해 나아가는 모습을 보여준다.

## 출연
- 엘라 콜트레인 - 메이슨 에번스 주니어
- 퍼트리샤 아켓 - 올리비아
- 로렐라이 링클레이터 - 서맨사 에번스
- 이선 호크 - 메이슨 에번스 시니어
- 리비 빌라리 - 메이슨의 할머니
- 마르코 페렐라 - 빌 웰브록
- 브래드 호킨스 - 짐
- 제니 툴리 - 애니
- 조이 그레이엄 - 시나
- 찰리 섹스턴 - 지미
- 제이미 하워드 - 민디 웰브록
- 앤드루 빌라리얼 - 랜디 웰브록
- 일라이자 스미스 - 토미
- 닉 크로스 - 찰리
- 톰 맥티그 - 털링턴
- 스티븐 체스터 프린스 - 테드
- 에비 톰프슨 - 질
- 제니퍼 그리핀 - 다비
- 터마라 졸레인 - 태미
- 테일러 위버 - 바브
- 라이언 파워 - 폴